# Rebecca Merritt Smith Leonard Austin
Rebecca Merritt Smith Leonard Austin (1832-1919) fue una naturalista amateur estadounidense, recolectora y viverista de plantas nativas de California. Lomatium austinae lleva su epónimo en su honor. 

## Trayectoria
Estudió química, historia natural y registró los insectos capturados por la planta carnívora Darlingtonia californica y recolectó especímenes para botánicos y coleccionistas. Tenía correspondencia regular con el botánico J. G. Lemmon y otros. Sus experimentos y correspondencia han sido publicados o citados por Asa Gray, J.G. Lemmon, William Canby, Frank Morton Jones y otros botánicos prominentes de su época.
En 1852, se casó con el Dr. Alva Leonard, un médico de Magnolia y se trasladaron a Peoria. Su primer hijo, Byron nació en 1855. En 1856, mientras estaba embarazada de su segunda hija María, su marido murió. Tras enviudar y perder sus ahorros, en 1857 trabajó como profesora y se mudó a Tennessee, en 1859 donde vivían sus tíos maternos. En 1869, después de ser amenazada por sentimientos abolicionistas, se trasladó a Mineola, Kansas.
Mientras enseñaba allí, conoció y se casó con el granjero local James T. Austin. Después de estar su esposo en el Ejército de la Unión (dado de baja tras un año por la enfermedad de su esposa), la familia se trasladó a California para trabajar en minas, en 1865. El nuevo paisaje de Black Hawk Creek, California, hizo que se interesara por la botánica. Al cabo de un año, empezó a recolectar plantas, algunas traídas por sus hermanos, particularmente la planta carnívora Darlingtonia californica y otras plantas carnívoras que crecían cerca de su casa. Colaboró con la también botánica Mary E. Pulsifer Ames. En 1872, conoció al botánico J. G. Lemmon y se convirtió en su corresponsal regular.

## Honores

### Eponimia
- (Apiaceae) Lomatium austinae J.M.Coult. & Rose[5]

- (Boraginaceae) Krynitzkia austinae (Greene) Rattan[6]

- (Orchidaceae) Cephalanthera austinae Benth. & Hook.f.[7]

- (Scrophulariaceae) Mimulus austinae (Greene) Rattan[8]